# Plamenice
Plamenice är ett samhälle i Bosnien och Hercegovina.   Det ligger i entiteten Federationen Bosnien och Hercegovina, i den västra delen av landet, 150 km nordväst om huvudstaden Sarajevo. Plamenice ligger 478 meter över havet och antalet invånare är 111.
Terrängen runt Plamenice är kuperad. Närmaste större samhälle är Ključ, 6,2 km sydväst om Plamenice. 
Omgivningarna runt Plamenice är en mosaik av jordbruksmark och naturlig växtlighet. Runt Plamenice är det ganska tätbefolkat, med 90 invånare per kvadratkilometer.